# Vicky Werckmeister
Vicky Werckmeister, auch Vicki Werckmeister (* 27. April 1902 in Berlin als Viktoria Luise Werckmeister; † 25. August 1969 in Großburgwedel), war eine deutsche Schauspielerin und Sängerin.

## Leben und Wirken
Viktoria „Vicky“ Werckmeister-Langewort, die Tochter des Filmregisseurs Hans Werckmeister und der Schauspielerin Luise Werckmeister, hatte eine Ausbildung in Schauspiel und Tanz erhalten, ehe sie 1918 ihre Bühnenlaufbahn begann. 1921 spielte sie zusammen mit ihrer Mutter in Trude Hesterbergs literarisch-politischem Kabarett Wilde Bühne in Berlin. Danach trat sie im Metropol-Theater auf.
1919 erhielt sie das erste Angebot vom Film. Unter der Regie ihres Vaters spielte sie in dem Kurzfilm Margots Freier. Es folgten zahlreiche Stummfilme, und auch der Übergang in die Tonfilm-Ära klappte mit dem Engagement in Dolly macht Karriere nahtlos. Bis 1933 folgten acht weitere Filme – dann wurden die Engagements spärlicher. Ihren letzten Film drehte sie 1937 mit Heiratsinstitut Ida & Co.
Vicky Werckmeister engagierte sich in der leichten Muse und veröffentlichte einige Schallplatten mit eingängigen, teilweise frivolen Chansons. Neben Hans Albers und Grete Weiser war sie als Schauspielerin und Sängerin in der James-Klein-Revue „Zieh’ dich aus“ in der Komischen Oper Berlin erfolgreich. Ihr aus dieser Nacktrevue stammendes Lied Mein Johannes, ach der kann es wird noch heute auf CD verkauft. Andere Werke kann man auf YouTube anhören.
Ob ihr Ausstieg aus dem Filmgeschäft mit ihrem künstlerisch-kritischen Engagement in der Weimarer Republik zu tun hatte und was nach der Filmkarriere aus ihr wurde, ist unbekannt. Sie blieb aber in Berlin ansässig. Im Oktober 1965 meldete sie sich von dort mit unbekanntem Ziel ab. Vier Jahre später starb sie in Großburgwedel bei Hannover.
Vicky Werckmeister war seit 1935 mit dem Verlagsbuchhändler Dr. Karl Heinrich Konrad Langewort (1904–1944) verheiratet und adoptierte einen Jungen im Jahr 1940.

## Filmografie
- 1919: Margots Freier (Kurzfilm), Regie: Hans Werckmeister
- 1919: Hinaus ins Grüne, Regie: Hans Werckmeister
- 1921: Zirkus des Lebens
- 1922: Der politische Teppich, Regie: Heinz Herald
- 1922: Der Halunkengeiger, Regie: James Bauer
- 1922: Ihr schlechter Ruf, Regie: Franz Eckstein
- 1922: Es leuchtet meine Liebe, Regie: Paul Ludwig Stein
- 1926: Die Warenhausprinzessin, Regie: Heinz Paul
- 1927: Die Frauengasse von Algier, Regie Wolfgang Hoffmann-Harnisch
- 1927: Sein größter Bluff, Regie: Henrik Galeen, Harry Piel
- 1928: Das Hannerl von Rolandsbogen, Regie: Wolfgang Neff
- 1928: Ich hatte einst ein schönes Vaterland, Regie: Max Mack
- 1930: Dolly macht Karriere, Regie: Anatole Litvak
- 1930: Drei Tage Mittelarrest, Regie: Carl Boese
- 1931: Der wahre Jakob, Regie: Hans Steinhoff
- 1931: Die Schlacht von Bademünde, Regie: Philipp Lothar Mayring
- 1931: Die schwebende Jungfrau, Regie: Carl Boese
- 1931: Der ungetreue Eckehart, Regie: Carl Boese
- 1931: Hurra – ein Junge!, Regie: Georg Jacoby
- 1931: Schön ist die Manöverzeit, Regie: Erich Schönfelder, Margarete Schön
- 1931: Die Pranke
- 1931: Kinder des Glücks, Regie: Alexander Esway
- 1931: Mein Leopold, Regie: Hans Steinhoff
- 1934: Die Stimme der Liebe, Regie: Victor Janson
- 1934: Herz ist Trumpf, Regie: Carl Boese
- 1935: Ein falscher Fuffziger, Regie: Carl Boese
- 1936: Soldaten – Kameraden, Regie: Toni Huppertz
- 1936: Befehl ist Befehl, Regie: Alwin Elling
- 1936: Das Hermännchen. Nee, nee, was es nich’ alles gibt, Regie: Heinz Paul
- 1937: IA in Oberbayern, Regie: Franz Seitz senior
- 1937: Meine Frau, die Perle, Regie: Alwin Elling
- 1937: Heiratsinstitut Ida & Co, Regie: Victor Janson

## Diskografie (Auswahl)
- Mein Johannes, ach der kann es, Chanson in: Perlen der Kleinkunst. Frivole Lieder. Membran Music Ltd. 2006
- Denk bloß mal an, Mutti, Lied von Rolf Marbot (d. i. Friedel Albrecht Marcuse), Parlophon B 12018-II, Aufnahme vom 1. Oktober 1928
- Voulez-vous, mon Papachen (Vorderseite) und Mister Bondy (Rückseite), aus Die Herzogin von Chicago von Emmerich Kálmán, Tri-Ergon 1928